# Condado de Miller (Misuri)
El condado de Miller (en inglés: Miller County), fundado en 1837, es uno de 114 condados del estado estadounidense de Misuri. En el año 2000, el condado tenía una población de 23,564 habitantes y una densidad poblacional de 15 personas por km². La sede del condado es Tuscumbia. El condado recibe su nombre en honor al Congresista John Miller.

## Geografía
Según la Oficina del Censo, el condado tiene un área total de 1554 km² (600 mi²), de la cual 1534 km² (592,3 mi²) es tierra y 20 km² (7,7 mi²) (1.28%) es agua.

### Condados adyacentes
- Condado de Moniteau (norte)
- Condado de Cole & condado de Osage (noreste)
- Condado de Maries (este)
- Condado de Pulaski (sur)
- Condado de Camden (suroeste)
- Condado de Morgan (oeste)

## Demografía
Según la Oficina del Censo en 2000, los ingresos medios por hogar en el condado eran de $30,977, y los ingresos medios por familia eran $36,770. Los hombres tenían unos ingresos medios de $26,225 frente a los $18,903 para las mujeres. La renta per cápita para el condado era de $15,144. Alrededor del 14.20% de la población estaban por debajo del umbral de pobreza.

## Transporte

### Carreteras principales
- U.S. Route 54
- Ruta 17
- Ruta 42
- Ruta 52
- Ruta 87

## Localidades
| - Bagnell - Brumley - Eldon | - Etterville - Iberia - Kaiser | - Lake Ozark - Lakeside - Olean | - Osage Beach - St. Elizabeth - Tuscumbia | - Ulman |